# Roberto Lovera

Roberto José Lovera Vidal (Montevidéu, 14 de novembro de 1922 – 22 de junho de 2016) foi um basquetebolista uruguaio que integrou a Seleção Uruguaia que disputou os XV Jogos Olímpicos de Verão em 1952 realizados em Helsínquia, Finlândia.

Lovera morreu em 22 de junho de 2016, aos 93 anos.